# Municipio de Hancock (Míchigan)
El municipio de Hancock (en inglés: Hancock Township) es un municipio ubicado en el condado de Houghton en el estado estadounidense de Míchigan. En el 2010 tenía una población de 461 habitantes y una densidad poblacional de 10,54 personas por km².

## Geografía
El municipio de Hancock se encuentra ubicado en las coordenadas 47°12′12″N 88°35′40″O / 47.20333, -88.59444. Según la Oficina del Censo de los Estados Unidos, el municipio tiene una superficie total de 43.76 km², de la cual 41,15 km² corresponden a tierra firme y (5,95 %) 2,6 km² es agua.

## Demografía
Según el censo de 2010, había 461 personas residiendo en el municipio de Hancock. La densidad de población era de 10,54 hab./km². De los 461 habitantes, el municipio de Hancock estaba compuesto por el 99,35 % blancos, el 0,22 % eran asiáticos, el 0,22 % eran de otras razas y el 0,22 % eran de una mezcla de razas. Del total de la población el 0,43 % eran hispanos o latinos de cualquier raza.